# Discocalyx merrillii
Discocalyx merrillii är en viveväxtart som beskrevs av Carl Christian Mez. Discocalyx merrillii ingår i släktet Discocalyx och familjen viveväxter. Inga underarter finns listade i Catalogue of Life.